# Sushil Koirala
Pour les articles homonymes, voir Famille Koirala et Koirala.
Sushil Koirala, né le 12 août 1939 à Morang et mort le 9 février 2016 à Katmandou, est un homme d'État népalais, Premier ministre du 11 février 2014 au 12 octobre 2015.

## Biographie
Issu d'une famille très active dans la vie politique népalaise, Sushil Koirala entre en politique en 1954 en adhérant au parti du Congrès népalais. À la suite du renversement de la démocratie par le roi Mahendra en 1960, il s’exile en Inde pendant seize ans. Après avoir occupé plusieurs postes importants au sein du Congrès népalais, il en devient président le 22 septembre 2010 et le mène à la victoire lors des élections de l'Assemblée constituante de novembre 2013.
En juillet 2014, il annonce être atteint d'un cancer des poumons.
Le 2 octobre 2015, à la suite de l'adoption et de l'entrée en vigueur de la nouvelle Constitution, il présente sa démission au président de la République, comme il s'y était engagé.
Il meurt le 9 février 2016 à la suite d'un arrêt cardiaque et de complications après une pneumonie pendant son sommeil.